# آر. دبليو. جونسون
آر. دبليو. جونسون (بالإنجليزية: R. W. Johnson)‏ هو كاتب جنوب أفريقي، ولد في 1943.